# 청주 지선정
청주 지선정(淸州 止善亭)은 대한민국 충청북도 청주시 서원구 현도면에 있는 조선시대의 건축물이다. 1982년 12월 17일 충청북도의 유형문화재 제111호로 지정되었다.

## 개요
조선시대의 정자로 광해군 2년(1610)에 오명립이 벼슬을 단념하고, 광해군 6년(1614)에 세운 건물이다. 자신의 호를 따서 ‘지선정’이라 하였으며, 이곳에서 강의하고 제자를 길렀다. 숙종 30년(1704)에 다시 짓고, 영조 14년(1738)과 순조 2년(1802)에 수리하였다. 그 뒤 고종(재위 1863∼1907) 때 담장과 중문을 지었다.
앞면 3칸·옆면 2칸 규모로 옆면이 여덟 팔(八)자 모양으로 화려한 팔작집이다. 현재 이곳에는 우암 송시열이 쓴 현판과 권상하가 쓴 ‘지선정’현판이 있다. 지선정 주변에는 같은 시대에 오유립이 세운 월송정이 있다.

## 명칭 변경
당초 지선정으로 문화재 명칭이 지정되었으나, 2013년 1월 18일 행정구역을 추가하여 "청원 지선정"으로 명칭이 변경되었고 2014년 7월 1일 청주시 행정구역 변경에 따라 현재의 문화재 명칭으로 변경되었다.

## 참고 자료
- 청주 지선정 - 국가유산청 국가유산포털